# Этилен-N,N′-динитрамин
Этилен-N,N′-динитрамин O2NNHCH2CH2NHNO2 (этилендинитрамин, ЭДНА, галеит) — химическое соединение группы N-нитраминов, бризантное взрывчатое вещество (ВВ).
Кристаллическое вещество белого цвета, кристаллы блестящие ромбической формы. Плотность кристаллов 1,75 г/см³, температура плавления 175—176 °C, температура вспышки 180 °C. Негигроскопичен, растворим в этаноле, нитробензоле, диоксане. Растворимость в кипящей воде 16 %. Нерастворим в диэтиловом эфире.

## Характеристики
Обладает кислыми свойствами, с металлами (K, Ag, Sn) может образовывать соли, которые обладают взрывчатыми свойствами и высокой чувствительностью к механическим воздействиям. В щелочах устойчив, в нейтральной и кислой среде разлагается с образованием этиленгликоля.
Взрывчатые характеристики:
- Скорость детонации при плотности заряда 1,55 г/см³ — 7750 м/с.
- Объём газообразных продуктов взрыва — 908 л/кг
- Теплота взрыва — 5340 кДж/кг

## Получение
Основные способы получения:
- нитрование производных этилендиамина
- нитрование этиленмочевины

## Применение
Впервые получен в 1886 г. В годы 2-й мировой войны производился в США в значительных количествах, использовался в тех же целях, что и тетрил. По сравнению с тетрилом обладает более высокими взрывчатыми характеристиками, большей доступностью сырья и лучшим выходом в производстве.

## Биологическая роль
Токсичен. Вызывает поражение центральной нервной системы, нарушает функции кровообращения и вызывает анемию.